# Coscinida gentilis
Coscinida gentilis är en spindelart som beskrevs av Simon 1895. Coscinida gentilis ingår i släktet Coscinida och familjen klotspindlar.
Artens utbredningsområde är Sri Lanka. Inga underarter finns listade i Catalogue of Life.